# Wenzel Gruber

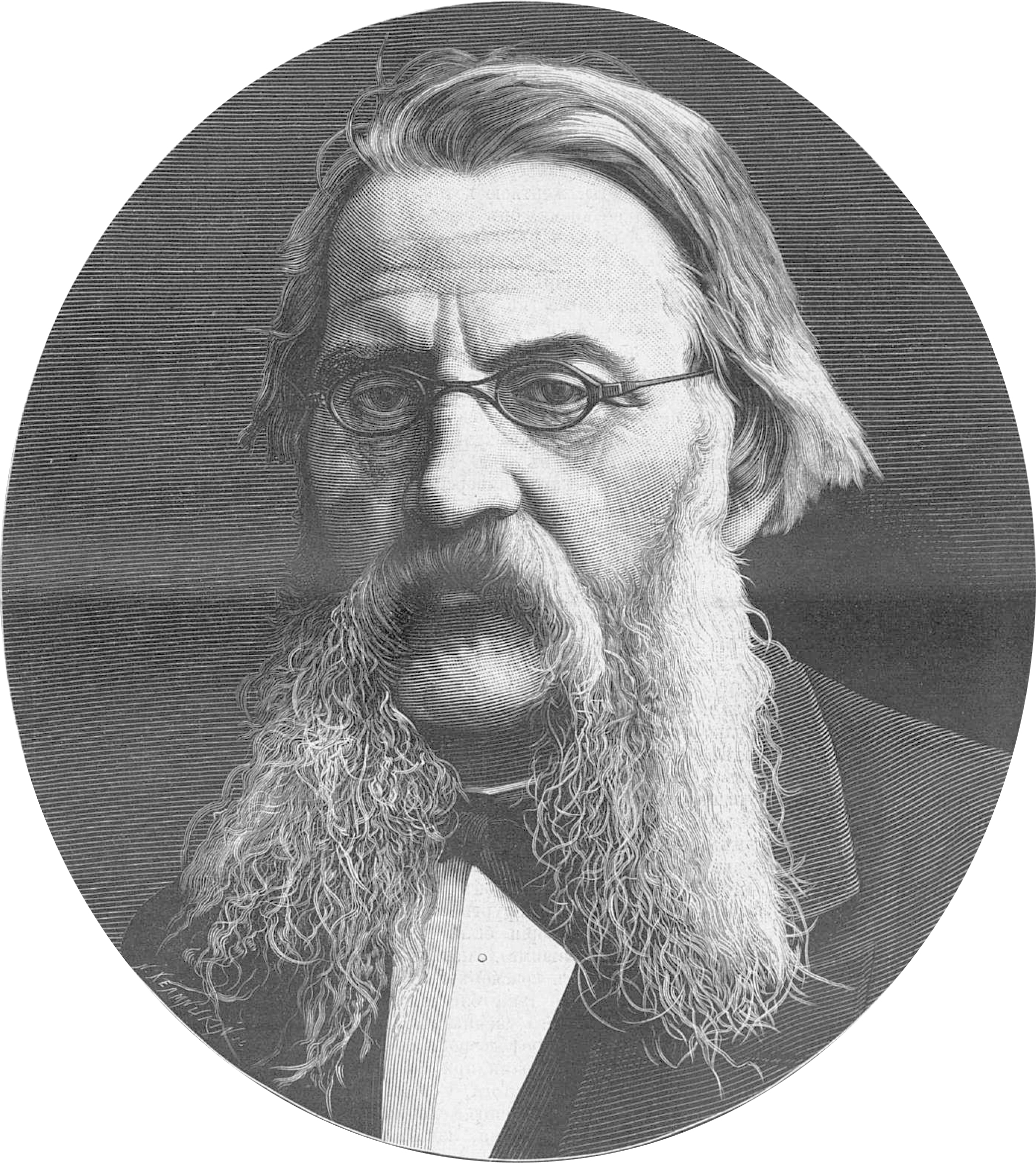
Wenzel Gruber

Wenzel Gruber (* 24. Dezember 1814 auf Schloss Krukanitz (Krukanice) (Pernarec) in Böhmen; † 30. September 1890 in Wien) war ein österreichischer Anatom.

## Leben
Wenzel Gruber studierte Medizin an der Universität Prag und wurde 1842 zum Dr. chir. sowie 1844 zum Dr. med. promoviert. Unter der engagierten Führung seines Lehrers Josef Hyrtl entwickelte sich Gruber zu einem hervorragenden Anatomen. 1847 folgte er einem Ruf aus der medizinischen Akademie von St. Petersburg, an der er als erster Prosektor von Nikolai Pirogow angestellt wurde. Nach dessen Rücktritt, übernahm er 1855 die Leitung des praktisch-anatomischen Institutes. Ab 1858 wirkte er als ordentlicher Professor. 1888 zog er sich nach mehr als 40-jähriger Lehrtätigkeit nach Wien zurück. Im Jahr 1847 wurde er zum Mitglied der Leopoldina und 1866 zum korrespondierenden Mitglied der Akademie der Wissenschaften in Sankt Petersburg gewählt.

## Wirken
Wenzel Gruber gelang es, gegen enorme Widerstände, den wissenschaftlich betriebenen Anatomie-Unterricht in Russland aufzubauen. Er verstand es, das ihm zur Verfügung stehende große Material menschlicher Leichen – insbesondere eine riesige Schädelsammlung – gezielt für seine Forschungen zu nützen und wichtige Details, Variationen und pathologische Abweichungen zu finden und exakt darzustellen. Gruber, der vielfach ausgezeichnet und geehrt wurde, galt zu seiner Zeit als bester Kenner dieses Sondergebiets.
Nach Gruber (und dem schwedischen Anatom Roland Martin) ist die Martin-Gruber-Anastomose, eine Verbindung zwischen Nervus medianus und Nervus ulnaris, mitbenannt, die er in einer Fallserie beschrieb. 1859 beschrieb er als erster den später nach Primo Dorello benannten Dorello-Kanal.

## Werke (Auswahl)
- Anatomie eines Monstrum Bicorporeum eigenthümlicher (Thoraco-Gastro-Didymus). Ehrlich, Prag 1844 (Dissertation, Digitalisat in der Google-Buchsuche).
- Anatomie der Eingeweide des Leoparden (Felis leopardus) mit vergleichenden Bemerkungen ueber andere Felis-Arten. Kaiserliche Akademie der Wissenschaften, St. Petersburg 1855 (Digitalisat).
- Beobachtungen aus der menschlichen und vergleichenden Anatomie. 9 Bände. Hirschwald, Berlin 1879–1889.
- Monographie des Musculus flexor digitorum brevis pedis und der damit in Beziehung stehenden Plantarmusculatur bei dem Menschen und bei den Säugethieren. Hof- und Staatsdruckerei, Wien 1889 (Digitalisat).